# CCC Development Team
CCC Sprandi Polkowice (código UCI: CCC), é uma equipa ciclista profissional polaca de categoria Profissional Continental.

## História
Os inícios da equipa remontam-se ao ano 2000, quando a empresa de calçado CCC, junto a Mat e Ceresit decidem patrocinar uma equipa ciclista. O primeiro director da equipa foi o medalhista olímpico de prata em Seul 1988, Andrzej Sypytkowski e a equipa conseguiu a vitória na Volta à Polónia 2 anos consecutivos através de Piotr Przydzial (2000) e Ondrej Sosenka (2001). Em 2002 a cadeia de televisão Polsat também começou com o patrocínio pelo qual a equipa mudou de nome.
Durante esses anos nas fileiras da equipa correram muitos ciclistas polacos destacados (Cesary Zamana, Sbigniew Piatek, Radoslaw Romanik, Tomasz Brozyna, Dariusz Baranowski) e estrangeiros bem conhecidos (Ondrej Sosenka, Andrei Teteriouk, Pavel Tonkov).
Em 2003 ascendeu à 1ª Divisão de equipas e participou do Giro d'Italia, culminado a equipa em 8ª posição e seu melhor corredor foi Dariusz Baranowski na 12ª.
Depois de descer à 3ª Divisão, em 2005 a equipa suspendeu as actividades para retomá-las em 2006 já com o novo sistema de classificação da UCI e sendo equipa continental. O governo da cidade de Polkowice entra como patrocinante para a temporada 2007.
Para a temporada 2010 ascendeu à categoria Profissional Continental, ainda que não participou de nenhuma corrida do UCI World Calendar, ao não possuir "Wild Card" por não se aderir ao passaporte biológico. A partir de 2011 com o desaparecimento das "Wild Cards", a equipa teve acesso às corridas de máxima categoria disputando 3 delas, a Volta à Catalunha, a Volta à Polónia e a Vattenfall Cyclassics, sem resultados relevantes.
Em 2012, a equipa desceu novamente à categoria continental para ascender outra vez à Profissional Continental em 2013.

## Corredor melhor classificado nas Grandes Voltas
| Ano  | Giro d'Italia                 | Tour de France                | Vuelta a Espanha              |
| ---- | ----------------------------- | ----------------------------- | ----------------------------- |
| 2000 | -                             | -                             | -                             |
| 2001 | -                             | -                             | -                             |
| 2002 | -                             | -                             | -                             |
| 2003 | 12.º Dariusz Baranowski       | -                             | -                             |
| 2004 | -                             | -                             | -                             |
| 2005 | Não é uma equipa profissional | Não é uma equipa profissional | Não é uma equipa profissional |
| 2006 | -                             | -                             | -                             |
| 2007 | -                             | -                             | -                             |
| 2008 | -                             | -                             | -                             |
| 2009 | -                             | -                             | -                             |
| 2010 | -                             | -                             | -                             |
| 2011 | -                             | -                             | -                             |
| 2012 | -                             | -                             | -                             |
| 2013 | -                             | -                             | -                             |
| 2014 | -                             | -                             | -                             |
| 2015 | 45.º Sylvester Szmyd          | -                             | -                             |
| 2016 | -                             | -                             | -                             |
| 2017 | 12.º Jan Hirt                 | -                             | -                             |

## Classificações UCI

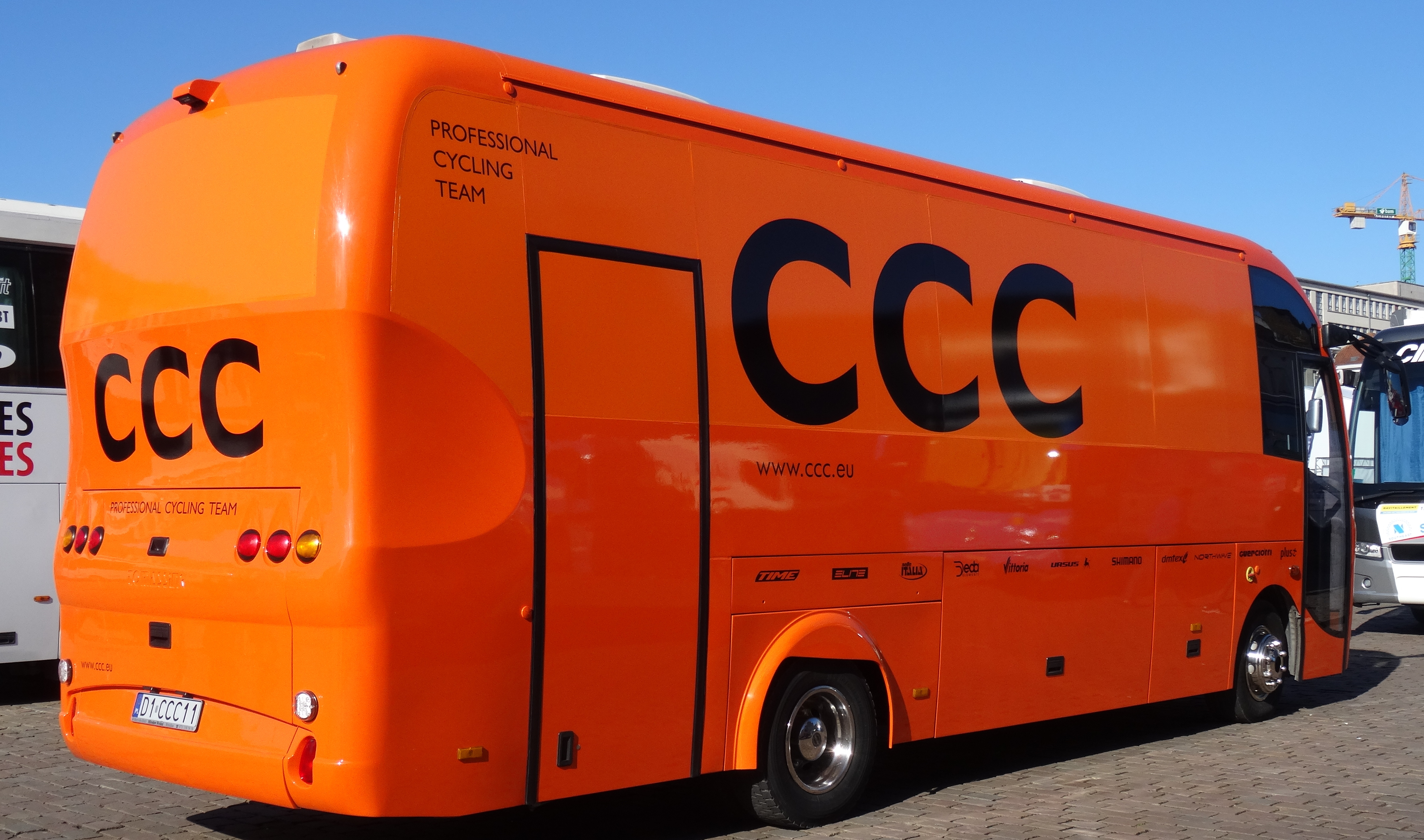
Autocarro da equipa

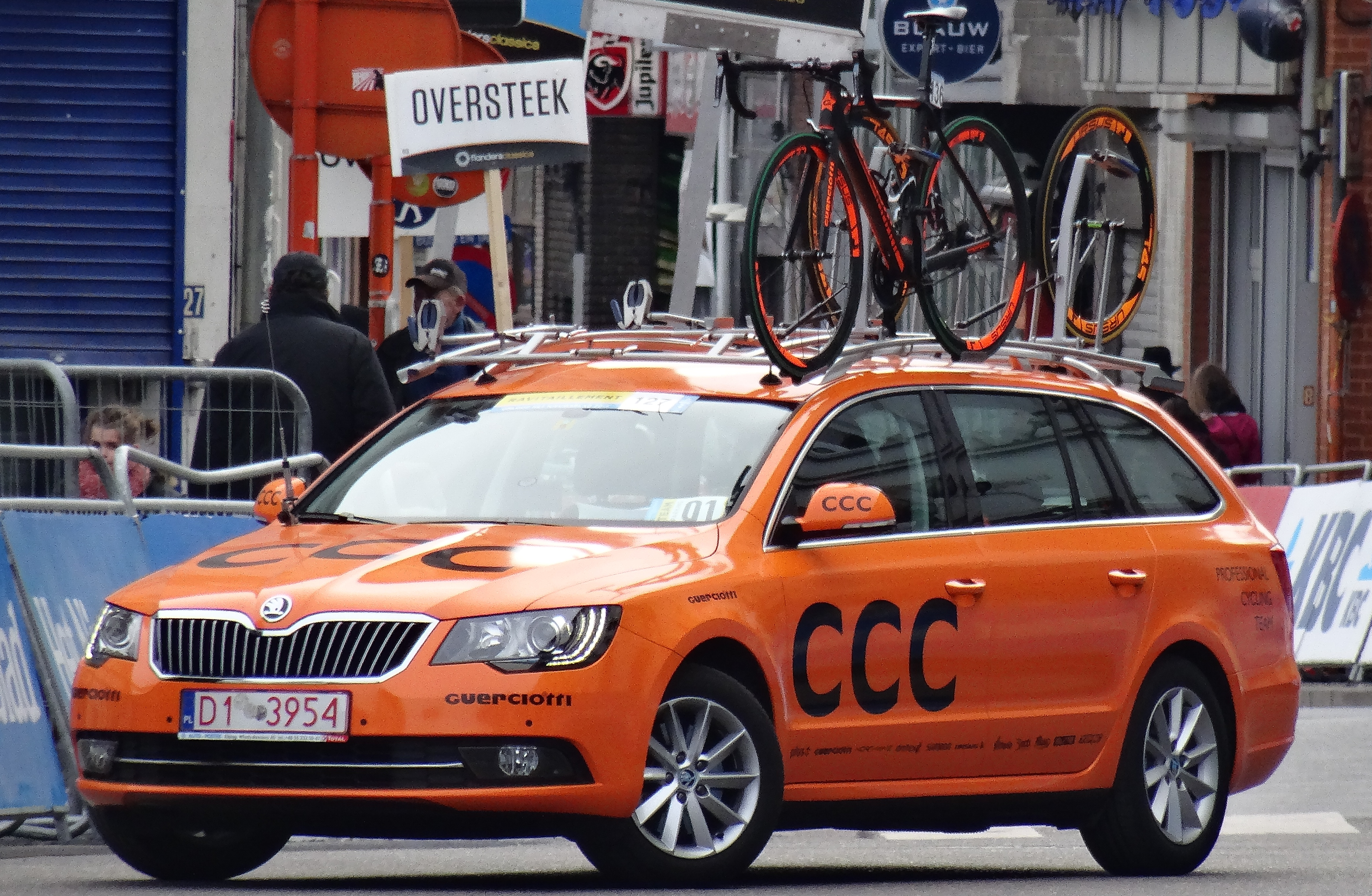
Veículo da equipa.

A Union Cycliste Internationale elaborava o Ranking UCI de classificação dos ciclistas e equipas profissionais.
A partir de 1999 e até 2004 a UCI estabelecia uma classificação por equipas divididas em categorias (primeira, segunda e terceira). A classificação da equipa e de sua ciclista mais destacado foi a seguinte:
| Ano  | Categoria | Classificação por equipas | Melhor corredor | Posição |
| 2000 | Segunda   | 32º                       | Piotr Przydział | 203º    |
| 2001 | Segunda   | 24º                       | Ondřej Sosenka  | 126º    |
| 2002 | Segunda   | 5º                        | Ondřej Sosenka  | 84º     |
| 2003 | Primeira  | 29º                       | Ondřej Sosenka  | 125º    |
| 2004 | Terça     | 2º                        | Slawomir Kohut  | 146º    |

A partir de 2005 a UCI instaurou os Circuitos Continentais da UCI, onde a equipa tem estado participando desde sua volta em 2006. Tem participado principalmente nas corridas do UCI Europe Tour, ainda que também tem participado no UCI Asia Tour. As classificações da equipa e de seu ciclista mais destacado foram as que seguem:

### UCI Europe Tour
| Temporada | Classificação por equipas | Melhor corredor    | Posição |
| 2005-2006 | 64º                       | Piotr Chmielewski  | 300º    |
| 2006-2007 | 15º                       | Tomasz Kiendyś     | 15º     |
| 2007-2008 | 17º                       | Tomasz Kiendyś     | 26º     |
| 2008-2009 | 35º                       | Krzysztof Jeżowski | 78º     |
| 2009-2010 | 29º                       | Adrian Honkisz     | 98º     |
| 2010-2011 | 16º                       | André Schulze      | 36º     |
| 2011-2012 | 23º                       | Marek Rutkiewicz   | 25º     |
| 2012-2013 | 8º                        | Davide Rebellin    | 3º      |
| 2013-2014 | 7º                        | Davide Rebellin    | 3º      |
| 2015      | 8º                        | Davide Rebellin    | 9º      |
| 2016      | 16º                       | Davide Rebellin    | 158º    |
| 2017      | 10º                       | Maciej Paterski    | 94º     |

### UCI Asia Tour
| Temporada | Classificação por equipas | Melhor corredor       | Posição |
| 2007-2008 | 38º                       | Marek Wesołe          | 116º    |
| 2008-2009 | 23º                       | Krzysztof Jeżowski    | 38º     |
| 2009-2010 | 45º                       | Tomasz Smoleń         | 180º    |
| 2010-2011 | 8º                        | Mateusz Taciak        | 32º     |
| 2011-2012 | 52º                       | Sylwester Janiszewski | 191º    |
| 2013-2014 | 49º                       | Adrian Honkisz        | 168º    |
| 2015      | 44º                       | Grzegorz Stępniak     | 156º    |
| 2016      | 40º                       | Davide Rebellin       | 110º    |
| 2017      | 74º                       | Simone Ponzi          | 352º    |

### UCI America Tour
| Temporada | Classificação por equipas | Melhor corredor     | Posição |
| 2012-2013 | 37º                       | Bartłomiej Matysiak | 309º    |

### UCI Africa Tour
| Temporada | Classificação por equipas | Melhor corredor    | Posição |
| 2008-2009 | 6º                        | Krzysztof Jeżowski | 24º     |

## Palmares

### Palmarés 2018

#### Circuitos Continentais da UCI
| Datas | Circuito | Corridas | Vencedor |

#### Campeonatos nacionais
| Datas | Corridas | Vencedor |

## Equipa
Para anos anteriores, veja-se Elencos de CCC Sprandi Polkowice

### Modelo 2018
| Nomeie           | Nascimento | Nacionalidade | Equipa 2017           |
| Amaro Antunes    | 27/11/1990 | Portugal      | W52-FC Porto          |
| Alan Banaszek    | 30/10/1997 | Polónia       | CCC Sprandi Polkowice |
| Paweł Bernas     | 24/04/1990 | Polónia       | Domin Sport           |
| Piotr Brożyna    | 17/02/1995 | Polónia       | CCC Sprandi Polkowice |
| Paweł Cieślik    | 12/04/1986 | Polónia       | Elko-Author           |
| Paweł Franczak   | 07/10/1991 | Polónia       | Team Hurom            |
| Kamil Gradek     | 17/09/1990 | Polónia       | ONE Pro Cycling       |
| Jonas Koch       | 25/06/1993 | Alemanha      | CCC Sprandi Polkowice |
| Marko Kump       | 09/09/1988 | Eslovênia     | UAE Team Emirates     |
| Adrian Kurek     | 21/03/1988 | Polónia       | CCC Sprandi Polkowice |
| Kamil Małecki    | 02/01/1996 | Polónia       | CCC Sprandi Polkowice |
| Lukasz Owsian    | 24/02/1990 | Polónia       | CCC Sprandi Polkowice |
| Michał Paluta    | 14/10/1995 | Polónia       | CCC Sprandi Polkowice |
| Leszek Pluciński | 03/06/1990 | Polónia       | CCC Sprandi Polkowice |
| Szymon Sajnok    | 24/08/1997 | Polónia       | Attaque Team Gosto    |
| Michal Schlegel  | 31/05/1995 | Chéquia       | CCC Sprandi Polkowice |
| František Sisr   | 17/03/1993 | Chéquia       | CCC Sprandi Polkowice |
| Patryk Stosz     | 15/07/1994 | Polónia       | CCC Sprandi Polkowice |
| Mateusz Taciak   | 19/06/1984 | Polónia       | CCC Sprandi Polkowice |
| Jan Tratnik      | 23/02/1990 | Eslovênia     | CCC Sprandi Polkowice |

## Ligações
- Site oficial (em polonês)

Predefinição:CCC riders
Predefinição:CCC Polsat Polkowice seasons